# Su Tong
Su Tong, cinese:苏童 (Suzhou, 23 gennaio 1963), è uno scrittore cinese.
Le sue opere si svolgono principalmente negli anni che precedettero la nascita della Repubblica Popolare Cinese e si caratterizzano, come molte altre di autori suoi contemporanei, appartenenti alla scuola d'avanguardia, per un certo disimpegno politico.

## Biografia
Le sue prime prove narrative sono state pubblicate nel 1983 da alcune riviste cinesi, in particolare Qingchun (Gioventù), Qingnian zuojia (Giovani scrittori) e Xingxing (Le stelle).
Ha pubblicato un'antologia, Jiangsu, divisa in tre volumi, in cui sono raccolte le sue opere principali. Il terzo volume di questa contiene alcuni romanzi che sono le sue opere più conosciute in Italia come ad esempio Mogli e concubine, da cui è stato tratto il film Lanterne rosse di Zhang Yimou e Cipria.
Vive attualmente a Nanchino.

## Opere

### Opere pubblicate in Cina
- 《妻妾成群》
- 《飞越我的枫杨树故乡》
- 《罂粟之家》
- 《米》
- 《一九三四年的逃亡》
- 《我的帝王生涯》
- 《河岸》
- 《碧奴》
- 《黃雀記》
- 《妇女生活》, pubblicato anche con il titolo《嫻的故事》
- 《红粉》
- 《米》

### Opere tradotte in Italia
- Mogli e concubine[3], Theoria, 1992 e Orientalia, 2020
- Cipria[4], Theoria, 1993
- La casa dell'oppio[5], Theoria, 1995 e Orientalia, 2018
- Spiriti senza pace[6], Feltrinelli, 2000
- I due volti del mondo[7], Neri Pozza, 2000
- Quando ero imperatore[8], Neri Pozza, 2004
- Vite di donne[9], Einaudi, Stile Libero 2008
- Binu e la Grande Muraglia, CSA Editrice, 2017
- L'epoca dei tatuaggi, Orientalia, 2021
- Racconti Fantastici , 2021